# ルイ4世アンリ (コンデ公)
ルイ4世アンリ・ド・ブルボン＝コンデ（フランス語: Louis IV Henri de Bourbon-Condé）またはルイ・アンリ・ジョゼフ・ド・ブルボン＝コンデ（フランス語: Louis Henri Joseph de Bourbon-Condé, 1692年8月18日 - 1740年1月27日）は、フランスの貴族、政治家。第7代コンデ公。一般に「ブルボン公」の称号で知られ、同時代人には「公爵様」（Monsieur le Duc）と呼ばれた。アンギャン公（duc d'Enghien）、ギーズ公、ベルガルド公（duc de Bellegarde）、サンセール伯（comte de Sancerre）の諸称号も保持していた。
ブルボン家の支流ブルボン＝コンデ家の総帥として、死去する1740年まで宮廷で重きを成した。ルイ15世の幼少時、摂政会議議長を務め、摂政オルレアン公フィリップ2世の死後、1723年から1726年まで宰相になった。

## 生涯
1692年8月18日、コンデ公ルイ3世とルイーズ・フランソワーズ・ド・ブルボン（ルイ14世とモンテスパン夫人との間に生まれた非嫡出子）の第7子（夭折を免れた子の中では最年長）としてヴェルサイユに生まれる。コンデ公ルイ2世（大コンデ）の曾孫に当たる。1715年にルイ14世が逝去し、曾孫ルイ15世が即位するが、まだ5歳であったので、摂政にルイ14世の甥に当たるオルレアン公フィリップ2世が就任する。1723年にオルレアン公が死去すると、摂政会議議長であったブルボン公は宰相（首相、Premier Ministre、プルミエール・ミニストル）となる。
宰相としてのブルボン公はまず、王の婚約破棄にとりかかった。1724年当時のルイ15世は14歳だったが、婚約者のマリアナ・ビクトリア・デ・ボルボーンはまだ6歳の子供であり、跡継ぎが生まれるまで10年はかかる見通しであった。ここでルイ15世が亡くなると、叔父のフェリペ5世が王位継承に名乗り出る可能性が高い（実際、ラシュタット条約の改正のために四国同盟戦争を起こした）。スペイン継承戦争終結から10年しか経ってないフランスは戦争を避けたかった。そこで、ブルボン公はスペイン・ブルボン家との関係悪化を承知の上、王とマリアナ・ビクトリアとの婚約を破棄させ、元ポーランド王スタニスワフ1世の娘マリー・レクザンスカを王妃に迎えた。
ブルボン公はまた、1724年にユグノー迫害を再開した。フランスのプロテスタントはルイ14世時代には迫害されていたが、ルイ15世の即位後は摂政のオルレアン公が宗教に興味ないこともあって、フォンテーヌブローの勅令が破棄されなかったにもかかわらず、迫害は少なくなっていた。
しかしルイ14世以来の財政問題に直面し、財政再建に失敗したため人気を失い、1726年に辞任した。

## 子女
1713年7月9日にコンティ公フランソワ・ルイと父方の叔母マリー＝テレーズの娘で従姉であるマリー＝アンヌ・ド・ブルボン（1689年 - 1720年）と結婚するが、2人の間には子供が生まれなかった。なお、ルイ・アンリの妹ルイーズ・エリザベートが同時期にマリー・アンヌの弟コンティ公ルイ・アルマン2世と結婚している。
1728年7月23日、ヘッセン＝ローテンブルク辺境伯エルンスト2世レオポルトの娘カロリーヌ（1714年 - 1741年）と2度目の結婚をする。2人の間には一子ルイ・ジョゼフ（1736年 - 1818年）が生まれた。ルイ・ジョゼフは第8代コンデ公となり、フランス革命戦争でブルボン＝コンデ家を率いることとなる。